# Weererker

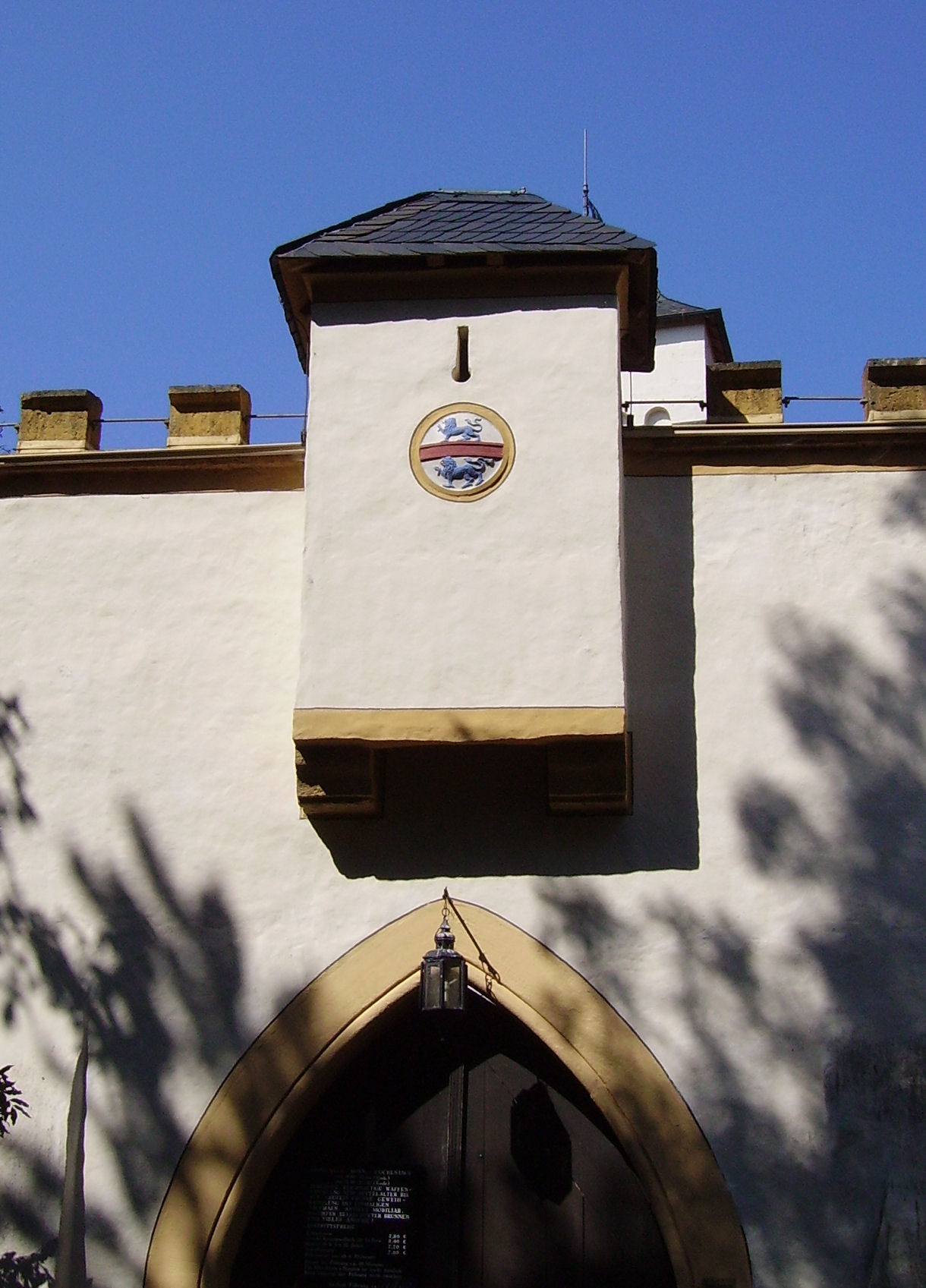
Weererker met schietgat (Slot Greifenstein)

Een weererker is een kleine naar voren uitstekende voorbouw (erker) aan de muren van kastelen en middeleeuwse burchten, maar ook aan de middeleeuwse vestingwerken (stadsmuren, stadspoorten, weertorens) van steden en weerkerken.

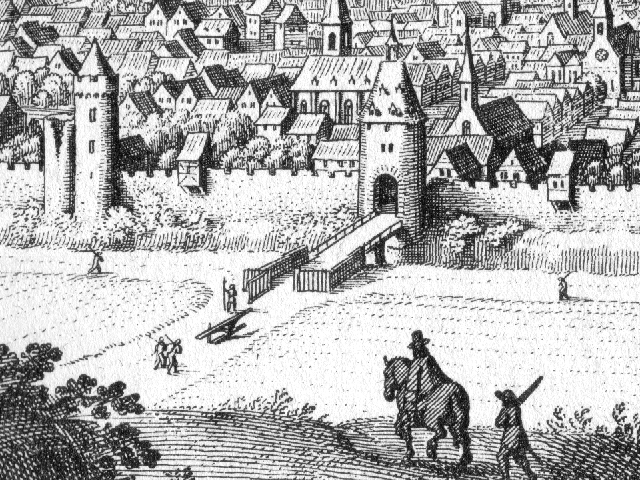
Merian 1647 (uitsnede): weererkers bij de Marschiertor van de buitenste stadsmuren van Aken

De meestal boven de burchtpoort aangebrachte weererker maakte het mogelijk om aankomende geschut van hogere positie uit aan te spreken, maar dienden voor de verdediging van de poort en is op die grond in de regel voorzien van schietgaten en heeft tevens vaak de functie om op ongewenst bezoek dingen te gooien.
De werperker is voorzien van mezekouwen. Deze hadden als doel de verdediging van de dode hoek onder de erker door het werpen van stenen op belagers of het overgieten van kokende vloeistoffen zoals water of olie. 
Een weererker moet niet worden verward met een gemak, die als doel had om uitwerpselen te lozen in de onderliggende gracht.

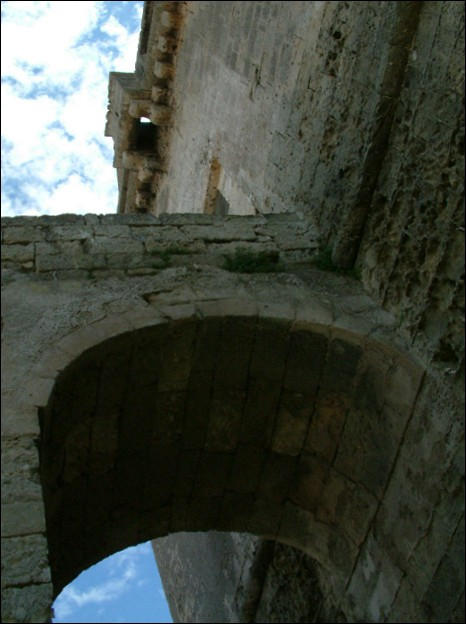
Weererker boven een burchtpoort
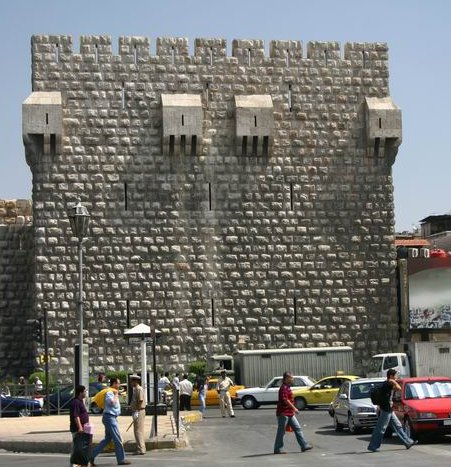
Werperkers van de Citadel van Damascus
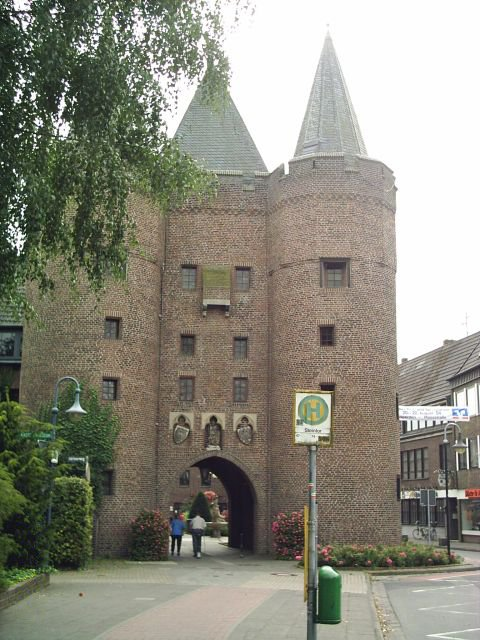
Werperker van de Steintor in Goch
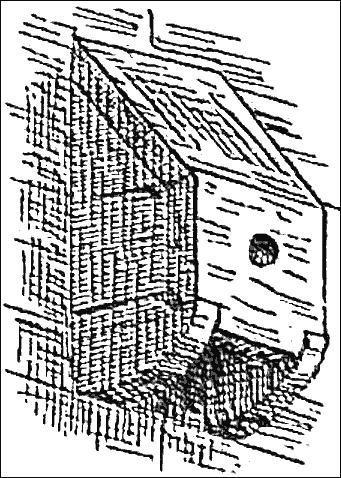
Mezekouw
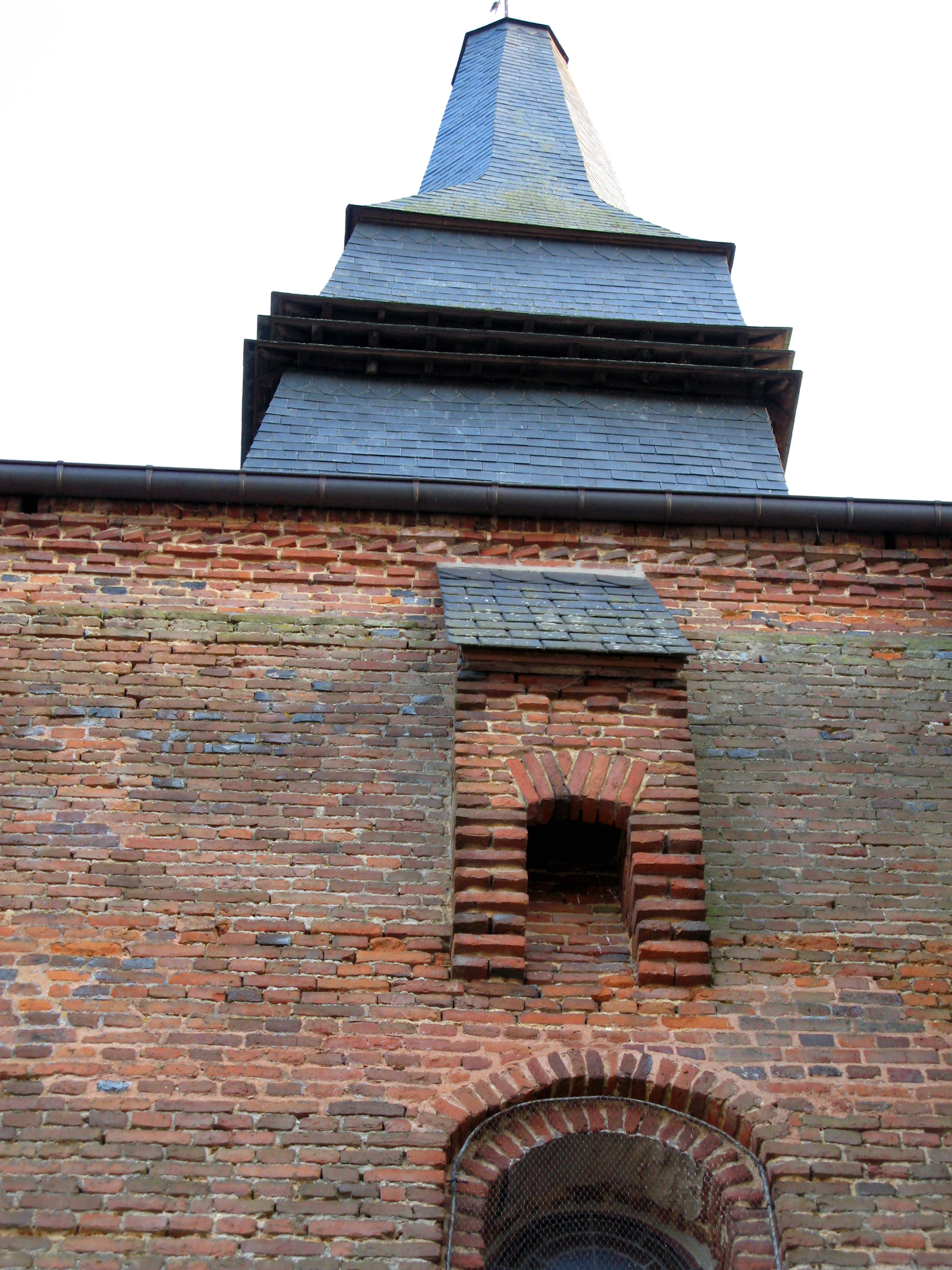
Weererker aan de weerkerk in Archon